# Liste von Persönlichkeiten der Stadt Atlanta
Die Liste von Persönlichkeiten der Stadt Atlanta enthält Personen, die in der Hauptstadt des US-Bundesstaates Georgia geboren wurden sowie solche, die in Atlanta ihren Wirkungskreis hatten, ohne dort geboren zu sein. Beide Abschnitte sind jeweils chronologisch nach dem Geburtsjahr sortiert. Die Liste erhebt keinen Anspruch auf Vollständigkeit.

## In Atlanta geborene Persönlichkeiten

### Bis 1900
- Alfred Gudeman (1862–1942), klassischer Philologe
- Georgia Douglas Johnson (1880–1966), afroamerikanische Dramatikerin
- Clara Mildred Thompson (1881–1975), Historikerin und Hochschullehrerin
- Lillyn Brown (1885–1969), Blues-Sängerin
- Joseph T. Rucker (1887–1957), Kameramann
- Jane Anderson (1888–1972), Journalistin, Autorin und Propagandistin
- Helen Joseph (1888–1978), Puppenspielerin und Autorin
- Lawrence Dennis (1893–1977), Diplomat, Finanzberater und Autor
- Trixie Smith (1895–1943), Blues-Sängerin
- Helen Douglas Mankin (1896–1956), Politikerin
- Eugene Robert Black (1898–1992), 3. Präsident der Weltbank
- Lee Tracy (1898–1968), Schauspieler
- Margaret Mitchell (1900–1949), Schriftstellerin
- Lamar Trotti (1900–1952), Drehbuchautor und Filmproduzent

### 1901 bis 1920
- Bobby Jones (1902–1971), Golfspieler
- Robert Walthour, Jr. (1902–1980), Radrennfahrer
- Dorothy Alexander (1904–1986), Balletttänzerin und Choreografin
- Big Maceo Merriweather (1905–1953), Blues-Pianist
- Jack Chertok (1906–1995), Film- und Fernsehproduzent
- George Orendorff (1906–1984), Jazztrompeter
- Edgar Battle (1907–1977), Jazz-Musiker
- Rubberlegs Williams (1907–1962), Sänger und Tänzer
- David Young (1907–1988), Schwimmer
- Slim Bryant (1908–2010), Country-Musiker
- Moonshine Kate (1909–1992), Musikerin
- W. Kendrick Pritchett (1909–2007), Gräzist und Epigraphiker
- Bryan Grant (1910–1986), Tennisspieler
- Ralph Metcalfe (1910–1978), Leichtathlet und Politiker
- Mary Lou Williams (1910–1981), Jazzmusikerin
- Walter Hannemann (1912–2001), Filmeditor
- Robert Grier Stephens (1913–2003), Politiker
- Daniel J. Boorstin (1914–2004), Historiker und Schriftsteller
- Mary Logan Reddick (1914–1966), Neurobiologin und Hochschullehrerin
- Eddie Heywood (1915–1989), Pianist und Komponist
- Lester Maddox (1915–2003), Politiker
- Nipsey Russell (1918–2005), Schauspieler und Entertainer
- John Boyd (1919–2013), Science-Fiction-Autor
- Eddie Chamblee (1920–1999), Jazz- und Rhythm-and-Blues-Musiker
- DeForest Kelley (1920–1999), Schauspieler

### 1921 bis 1940
- Robert Lipshutz (1921–2010), Jurist
- Bill Paschal (1921–2003), American-Football-Spieler
- Calder Willingham (1922–1995), Schriftsteller und Drehbuchautor
- James Dickey (1923–1997), Schriftsteller und Lyriker
- Eugene Kurtz (1923–2006), Komponist und Musikpädagoge
- Jack Davis (1924–2016), Comiczeichner
- Mattiwilda Dobbs (1925–2015), Opernsängerin
- Margaret Fairlie-Kennedy (1925–2013), Komponistin
- Stanley Cavell (1926–2018), Philosoph
- Jane Withers (1926–2021), Schauspielerin
- Brockman Adams (1927–2004), Politiker
- Benjamin B. Blackburn (1927–2024), Politiker
- Barbara Cook (1927–2017), Sängerin und Schauspielerin
- Charles Weltner (1927–1992), Politiker
- Aaron Victor Cicourel (1928–2023), Soziologe
- Marge Thurman (1928–1982), Politikerin
- Chuck Willis (1928–1958), Sänger und Songwriter
- Charles Beckwith (1929–1994), Militär
- Martin Luther King (1929–1968), Baptistenpastor und Bürgerrechtler
- Beverly Bentley (1930–2018), Schauspielerin
- Elliott H. Levitas (1930–2022), Politiker
- Marion Brown (1931–2010), Jazzmusiker
- Gene Gammage (* 1931), Schlagzeuger
- Duke Pearson (1932–1980), Pianist, -Produzent und -Komponist
- Henry Ashby Turner (1932–2008), Historiker
- Billy Wright (1932–1991), Sänger
- Larry Morris (1933–2012), American-Football-Spieler
- William Luther Pierce (1933–2002), Angehöriger der American Nazi Party
- Mildred McDaniel (1933–2004), Hochspringerin und Olympiasiegerin
- Louis Wade Sullivan (* 1933), Politiker
- Larry McDonald (1935–1983), Politiker
- Melvin Smith (* 1936), R&B-Sänger, Songwriter und Gitarrist
- Alfred Uhry (* 1936), Schriftsteller
- Ric Cartey (1937–2009), Rockabilly-Musiker und Songschreiber
- Gus Hutchison (* 1937), Autorennfahrer
- Mel Pender (* 1937), Sprinter
- Jerry Reed (1937–2008), Country-Sänger, Gitarrist, Schauspieler und Songwriter
- Charles Frederick Wells (1937–2017), Mathematiker
- Bob Boylston (1939–2021), NFL-Schiedsrichter
- Annie Smith (* 1939), Weitspringerin
- John Connell (1940–2009), Künstler
- Wyche Fowler (* 1940), Politiker
- Jo Ann Pflug (* 1940), Schauspielerin
- Joe South (1940–2012), Sänger und Songwriter

### 1941 bis 1960
- Drew S. Days (1941–2020), Jurist und Solicitor General of the United States
- Steve Ellington (1941–2013), Musiker
- Vince Everett (* 1941), Musiker
- John Hicks (1941–2006), Pianist
- Lee Moses (1941–1998), R&B- und Soul-Sänger, Gitarrist und Multiinstrumentalist
- Harrison Page (* 1941), Schauspieler
- Max Cleland (1942–2021), Politiker
- Jim Downing (* 1942), Automobilrennfahrer und Konstrukteur
- Tommy Roe (* 1942), Sänger, Gitarrist und Songwriter
- Scott Wilson (1942–2018), Schauspieler
- Roy Dunbard Bridges (* 1943), Astronaut
- Hugh Thompson junior (1943–2006), Soldat der US Army
- Lynne Rudder Baker (1944–2017), Philosophin
- Mildred Downey Broxon (* 1944), Fantasy-Autorin
- Johnny Isakson (1944–2021), Politiker
- Gladys Knight (* 1944), Sängerin und Schauspielerin
- Brenda Lee (* 1944), Sängerin
- Edith McGuire (* 1944), Leichtathletin
- Rufus Reid (* 1944), Lehrer und Musiker
- Pat Conroy (1945–2016), Roman- und Drehbuchautor
- Walt Frazier (* 1945), Basketballspieler
- William M. Steele (* 1945), Generalleutnant der United States Army
- Paul Broun (* 1946), Politiker
- Arthur Conley (1946–2003), Soul-Sänger
- Louise Simonson (* 1946), Comicautorin und Redakteurin
- Clete Donald Johnson (1948–2005), Politiker
- John J. Maher (* 1948), Generalmajor der United States Army
- Lawrence C. Evans (* 1949), Mathematiker
- Vicki Frederick (* 1949), Schauspielerin
- Lois Hart (* 1950), Journalistin und Nachrichtensprecherin
- Lynn Westmoreland (* 1950), Politiker
- Lee Atwater (1951–1991), Politikberater und -stratege
- Barry Van Dyke (* 1951), Schauspieler
- Brenda Hampton (* 1951), Drehbuchautorin und Filmproduzentin
- Craig Lucas (* 1951), Theaterdramaturg, Drehbuchautor und Filmregisseur
- Boyd Gaines (* 1953), Schauspieler
- Dan Wall (* 1954), Pianist und Organist
- Byron Cherry (* 1955), Schauspieler
- Cynthia McKinney (* 1955), Politikerin
- Henry C. Morrow (* um 1955), Generalmajor der United States Air Force
- Susan Neiman (* 1955), Philosophin
- Alan Ball (* 1957), Drehbuchautor
- Spike Lee (* 1957), Filmregisseur, Drehbuchautor, Produzent und Schauspieler
- Henry Jenkins (* 1958), Direktor
- Jennifer Larmore (* 1958), Mezzosopranistin
- Andy Stanley (* 1958), evangelikaler Pastor, Gemeindegründer und Autor
- Norma Stitz (* 1958), Pornodarstellerin
- Laura Lippman (* 1959), Journalistin und Autorin
- June Brigman (* 1960), Comiczeichnerin und Illustratorin
- Robert Terry Chesser (* 1960), Ornithologe
- Brendan O’Brien (* 1960), Musikproduzent
- Wendy Prausa (* 1960), Tennisspielerin
- Will Wright (* 1960), Designer
- Sally Yates (* 1960), Juristin

### 1961 bis 1970
- Dexter Scott King (1961–2024), drittes Kind von Martin Luther King und seiner Frau Coretta Scott
- Steve Lundquist (* 1961), Schwimmer
- Robyn Erbesfield-Raboutou (* 1963), Sportkletterin und Trainerin
- Joe Scarborough (* 1963), Politiker und Fernsehmoderator
- Steven Soderbergh (* 1963), Filmregisseur, Filmproduzent und Drehbuchautor
- Susan Walters (* 1963), Schauspielerin und Model
- David Cross (* 1964), Schauspieler
- Antonio McKay (* 1964), Sprinter
- Pandora Peaks (* 1964), Schauspielerin, Pornodarstellerin, Stripperin, Popsängerin und Fotomodell
- Tygert Burton Pennington (* 1965), Fernsehmoderator
- Kristin Hersh (* 1966), Sängerin, Gitarristin und Songwriterin
- Scott Moninger (* 1966), Radrennfahrer
- Chris Robinson (* 1966), Sänger
- Alice Stewart (1966–2024), US-amerikanische Fernsehjournalistin
- Gary Anthony Williams (* 1966), Schauspieler, Drehbuchautor, Produzent und Regisseur
- William DuVall (* 1967), Musiker
- Julia Roberts (* 1967), Schauspielerin
- Murphy Jensen (* 1968), Tennisspieler
- Shawn Mullins (* 1968), Musiker und Songwriter
- Huey Richardson (* 1968), American-Football-Spieler
- Linda Hamilton (* 1969), Fußballspielerin
- Kim Wall (* 1969), Schauspielerin
- Rich Ward (* 1969), Gitarrist
- Keisha Lance Bottoms (* 1970), Politikerin
- Cary Katz (* 1970), Unternehmer und Pokerspieler

### 1971 bis 1980
- Monica Calhoun (* 1971), Schauspielerin
- Chilli (* 1971), Sängerin und Schauspielerin
- Bone Crusher (* 1971), Rapper und Produzent
- Chuck Evans (* 1971), Basketballspieler und -trainer
- Anthony Goicolea (* 1971), Fotograf
- Kwanza Hall (* 1971), Politiker
- Lil Jon (* 1971), Rapper
- Chris Tucker (* 1971), Filmschauspieler und Komiker
- Thomas Joseph White (* 1971), Ordenspriester und Theologe
- Chris Brann (* 1972), Musikproduzent
- Jermaine Dupri (* 1972), Musiker, Produzent, Rapper und Schauspieler
- Shayne Culpepper (* 1973), Mittel- und Langstreckenläuferin
- Stephen Dorff (* 1973), Schauspieler
- Big Gipp (* 1973), Rapper
- Scott Phillips (* 1973), Schlagzeuger
- Troy Sanders (* 1973), Musiker
- Fonzworth Bentley (* 1974), Hip-Hop-Künstler und Modedesigner
- Ed Helms (* 1974), Schauspieler
- Clare Kramer (* 1974), Schauspielerin
- Phenizee Ransom (* 1974), Basketballschiedsrichter
- André 3000 (* 1975), Musiker und Filmschauspieler
- CeeLo Green (* 1975), Musiker
- Killer Mike (* 1975), Rapper
- Chris Moneymaker (* 1975), Pokerspieler
- Adam Nelson (* 1975), Kugelstoßer
- Kip Pardue (* 1975), Schauspieler
- Marshall Phillips (* 1975), Basketballspieler
- Matt Reis (* 1975), Fußballtorhüter
- Milton Campbell (* 1976), Sprinter
- Shawty Lo (1976–2016), Rapper
- David Clayton Rogers (* 1977), Schauspieler, Autor und Filmproduzent
- Brittany Murphy (1977–2009), Schauspielerin
- Kanye West (* 1977), Rapper, Sänger und Musikproduzent
- Polow da Don (* 1978), Musikproduzent und Rapper
- Corri English (* 1978), Schauspielerin
- Ryan Leslie (* 1978), Musikproduzent, Sänger und Songschreiber
- Jean-Marc Pelletier (* 1978), Eishockeytorhüter
- Gavin Templeton (* 1978), Jazzmusiker
- Kenan Thompson (* 1978), Schauspieler und Comedian
- Terrence Trammell (* 1978), Hürdenläufer
- Alicia Leigh Willis (* 1978), Schauspielerin
- Cat Bohannon (* 1979), Literaturwissenschaftlerin
- Young Dro (* 1979), Rapper
- Sean Garrett (* 1979), Songwriter
- Kaki King (* 1979), Musikerin
- Julia Lee (* 1979), Schauspielerin
- Jamal Lewis (* 1979), Footballspieler
- Stat Quo (* 1979), Rapper
- Alexa Rae (* 1979), Pornodarstellerin
- Gorilla Zoe (* 1979/80), Rapper
- Johntá Austin (* 1980), Songwriter, Arrangeur, Produzent und Sänger
- Éric Chouinard (* 1980), kanadisch-US-amerikanischer Eishockeyspieler
- Clifford Harris (* 1980), Rapper
- Jason Miller (* 1980), Kampfsportler
- Jandre le Roux (* 1980), Schauspieler

### 1981 bis 1990
- Eric Lively (* 1981), Schauspieler
- Kelly Rowland (* 1981), Sängerin, Songschreiberin und Schauspielerin
- Becky Albertalli (* 1982), Jugendbuchautorin
- Nivea (* 1982), Sängerin
- Unk (1982–2025), Rapper und DJ
- Future (Rapper) (* 1983), Rapper
- Ricardo Clark (* 1983), Fußballspieler
- Melissa Ordway (* 1983), Schauspielerin
- Yung Joc (* 1983), Rapper
- Mike Moh (* 1983), Schauspieler, Stuntman und Kampfkünstler
- McKinley Belcher III (* 1984), Theater- und Filmschauspieler
- Jason Goldenberg (* 1984), Basketballschiedsrichter
- Chris Lowell (* 1984), Schauspieler
- Lil Scrappy (* 1984), Rapper
- Kimberly Beck (* 1985), Basketballspielerin
- Dwight Howard (* 1985), Basketballspieler
- Raven-Symoné Pearman (* 1985), Schauspielerin und Sängerin
- Sam Cronin (* 1986), Fußballspieler
- Jamea Jackson (* 1986), Tennisspielerin
- Scoville Jenkins (* 1986), Tennisspieler
- AnnaLynne McCord (* 1987), Schauspielerin
- Idara Otu (* 1987), nigerianisch-US-amerikanische Leichtathletin
- Julia Sayer (* 1987), deutsch-amerikanische Handballspielerin
- Michael Bohn (* 1988), Rockmusiker
- Kristi Castlin (* 1988), Leichtathletin
- J. J. Hickson (* 1988), Basketballspieler
- Eric Nam (* 1988), koreanisch-amerikanischer Sänger und Schauspieler
- Rob Pinkston (* 1988), Schauspieler
- Oscar Clark (* 1989), Straßenradrennfahrer
- Sean Johnson (* 1989), Fußballspieler
- Joy Lauren (* 1989), Schauspielerin
- Cam Newton (* 1989), American-Football-Spieler
- Rich Homie Quan (1989–2024), Rapper
- Chanel Iman (* 1990), Model
- Christopher Massey (* 1990), Schauspieler
- JonBenét Ramsey (1990–1996), Kinder-Schönheitskönigin
- Kelsey Sanders (* 1990), Schauspielerin und Moderatorin

### 1991 bis 2000

#### 1991 bis 1995
- Samantha Abernathy (* 1991), Pokerspielerin
- Derrick Favors (* 1991), Basketballspieler
- Kyle Massey (* 1991), Schauspieler
- Devon Werkheiser (* 1991), Schauspieler und Sänger
- Young Thug (* 1991), Rapper
- Malcolm Brogdon (* 1992), Basketballspieler
- Megan Gunning (* 1992), kanadische Freestyle-Skierin
- Lexi Johnson (* 1992), Schauspielerin und Model
- Jerick McKinnon (* 1992), Footballspieler
- Dixson (* 1993), Sänger, Songwriter und Musikproduzent
- Griffin Freeman (* 1994), Schauspieler
- Ema Horvath (* 1994), Schauspielerin
- Tanerélle (* 1994), Singer-Songwriterin und Schauspielerin
- Bex Taylor-Klaus (* 1994), Schauspielerin
- Ryan Hanson Bradford (* 1995), Schauspieler
- Austin Crute (* 1995), Schauspieler und Sänger
- Tiffany Flynn (* 1995), Weitspringerin
- Zack Kennedy (* 1995), Tennisspieler
- Tyler Mitchell (* 1995), Fotograf
- Clark Smith (* 1995), Schwimmer
- Victory Van Tuyl (* 1995), Schauspielerin

#### 1996 bis 2000
- Gunnar Bentz (* 1996), Schwimmer
- Playboi Carti (* 1996), Rapper
- Christian Coleman (* 1996), Sprinter
- Christopher Eubanks (* 1996), Tennisspieler
- Nadji Jeter (* 1996), Schauspieler, Tänzer und Musiker
- Arden Key (* 1996), American-Football-Spieler
- Normani (* 1996), Sängerin
- Gabrielle Thomas (* 1996), Sprinterin
- Aria Wallace (* 1996), Schauspielerin
- Stetson Bennett (* 1997), Footballspieler
- Chloë Grace Moretz (* 1997), Schauspielerin
- Emil Reinberg (* 1997), Tennisspieler
- Daniel Roberts (* 1997), Hürdenläufer
- Shannon Purser (* 1997), Schauspielerin
- Jonah Williams (* 1997), Footballspieler
- Isabella Amara (* 1998), Schauspielerin
- Ashley Ausburn (* 1998), Schauspielerin
- Clairo (* 1998), Singer-Songwriterin
- Ally Ioannides (* 1998), Schauspielerin
- Davis Mills (* 1998), Footballspieler
- Demarius Smith (* 1998), Sprinter
- A. J. Terrell (* 1998), Footballspieler
- Trent Bryde (* 1999), Tennisspieler
- Wendell Carter (* 1999), Basketballspieler
- Brian Faust (* 1999), Sprinter
- Madison Lintz (* 1999), Schauspielerin
- Chandler Riggs (* 1999), Schauspieler
- Malik Willis (* 1999), Footballspieler
- Christopher Bailey (* 2000), Sprinter
- Kaliii (* 2000), Rapperin
- Alycia Parks (* 2000), Tennisspielerin
- Kennedy Simon (* 2000), Sprinterin

### Ab 2001
- Isabella Acres (* 2001), Schauspielerin und Synchronsprecherin
- Jasmine Jones (* 2001), Hürdenläuferin
- Walker Kessler (* 2001), Basketballspieler
- Anthony Edwards (* 2001), Basketballspieler
- Ben Shelton (* 2002), Tennisspieler
- MattyB (* 2003), Kinder-Rapper und Schauspieler
- Storm Reid (* 2003), Schauspielerin
- Issam Asinga (* 2004), surinamesischer Sprinter
- Isaiah Collier (* 2004), Basketballspieler
- Mia Isaac (* 2004), Schauspielerin, Regisseurin und Drehbuchautorin
- Kyla Drew Simmons (* 2004), Schauspielerin
- Caleb Wiley (* 2004), Fußballspieler
- Christian Anderson Jr. (* 2006), deutsch-US-amerikanischer Basketballspieler
- Izabela Rose (* 2006), Schauspielerin, Model und Sängerin
- Jahzir Bruno (* 2009), Schauspieler

## Berühmte Einwohner von Atlanta
- Gisbert Palmié (1897–1986), deutscher Maler
- Walter Lewis McVey (1922–2014), Politiker
- Jeannette Lander (1931–2017), deutsche Schriftstellerin
- Taurean Blacque (1940–2022), Schauspieler
- Ravi Zacharias (1946–2020), Schriftsteller
- William Lane Craig (* 1949), Philosoph, Theologe und christlicher Apologetiker
- Karl Ratzer (* 1950), österreichischer Gitarrist, Sänger und Komponist
- Tom Price (* 1954), Politiker
- Jim Grimsley (* 1955), Schriftsteller
- Rosie Jones (* 1959), Profigolferin
- Michael Holmes (* 1960), Nachrichtenmoderator
- Melissa McBride (* 1965), Schauspielerin
- Pauline Davis-Thompson (* 1966), Leichtathletin
- Michelle Nunn (* 1966), Geschäftsführerin der Freiwilligenorganisation Points of Light und demokratische Politikerin
- William Regal (* 1968), britischer Wrestler
- Norman Reedus (* 1969), Schauspieler
- Karin Slaughter (* 1971), Schriftstellerin
- Daniela Silivaș (* 1972), rumänische Kunstturnerin
- Thomas Mullen (* 1974), Schriftsteller
- Jeezy (* 1977), Rapper
- Ludacris (* 1977), Rapper
- T.I. (* 1980), Rapper
- Gucci Mane (* 1980), Rapper
- Edina Gallovits-Hall (* 1984), rumänische Tennisspielerin
- Tynisha Keli (* 1985), Pop-Sängerin und Songwriterin
- Odette Yustman (* 1985), Schauspielerin
- Sara Canning (* 1987), kanadische Schauspielerin
- Nina Dobrev (* 1989), bulgarisch-kanadische Schauspielerin
- Donald Young (* 1989), Tennisspieler
- Millie Bobby Brown (* 2004), Schauspielerin